# De Beek (Naarden)
Landgoed De Beek is een natuurgebied van het Goois Natuurreservaat bij Naarden in de gemeente Gooise Meren. Het gebied van 16 hectare bestaat uit gemengd bos met waterpartijen. Het ligt ten oosten van de Rijksweg A1 en wordt doorsneden door de Oud-Blaricummerweg van Bussum naar Huizen.
Het landgoed maakte vroeger met het aangrenzende gebied Oud Bussem deel uit van het Bosch van Bredius. Het landgoed had in de 17e en 18e eeuw een formele aanleg, gebaseerd op de Franse tuinarchitectuur met geometrische vormen, rechte vakken en lanen, sterrenbossen, ornamenten en waterkommen. Bij de aanleg van de bostuin rondom huize De Beek werd gebruikgemaakt van gegraven zanderijsloten, maar ook van de natuurlijke overgang van hoog naar laag. Een bron met kwelwater leidde waarschijnlijk tot de naam De Beek. In 1925 werd begonnen met de afzanding van het terrein van de tegenwoordige kwekerij. Veel vakken zijn na de oorlog aangeplant. Het in de oorlog verwaarloosde gebied wordt sinds ongeveer 1948 beheerd door het Goois Natuurreservaat. Het landgoed wordt gekarakteriseerd door waterpartijen, zwaar loofhout en rododendrons. Ook de stinsenflora is vermeldenswaardig.

## Zandwinning
In het midden van de achttiende eeuw werd begonnen met zandwinning voor wegenaanleg en woningbouw in Amsterdam. Hiertoe werden zanderijsloten gegraven die aansloten op andere waterwegen. Het gewonnen zand werd ook gebruikt voor de fabricage van baksteen een steenfabriek aan de Jan ter Gouwweg in Naarden. Met bootjes werd het zand afgevoerd, om te kunnen keren is lus vormige waterweg aangelegd waardoor een eiland ontstond. Dit niet-toegankelijke Reigerseiland aan de andere zijde van de Oud Blaricummerweg hoort ook tot het gebied.
De beide woningen die tussen De Beek en het Reigerseiland staan waren dienstwoningen van het landgoed. Ook hadden ze de functie van tolhuis voor de weg Naarden/Bussum naar Blaricum/Huizen.

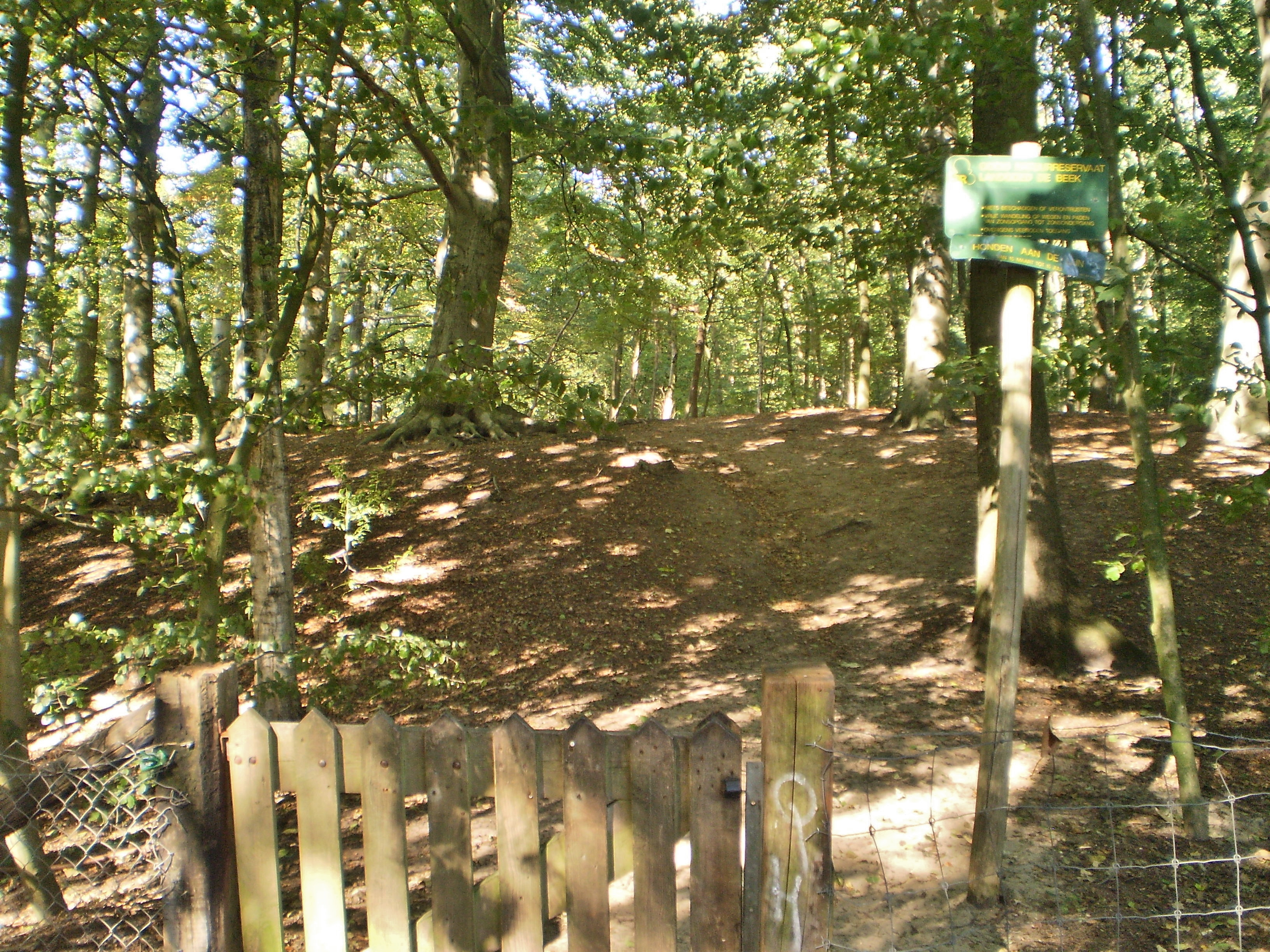
Zuidelijke toegang
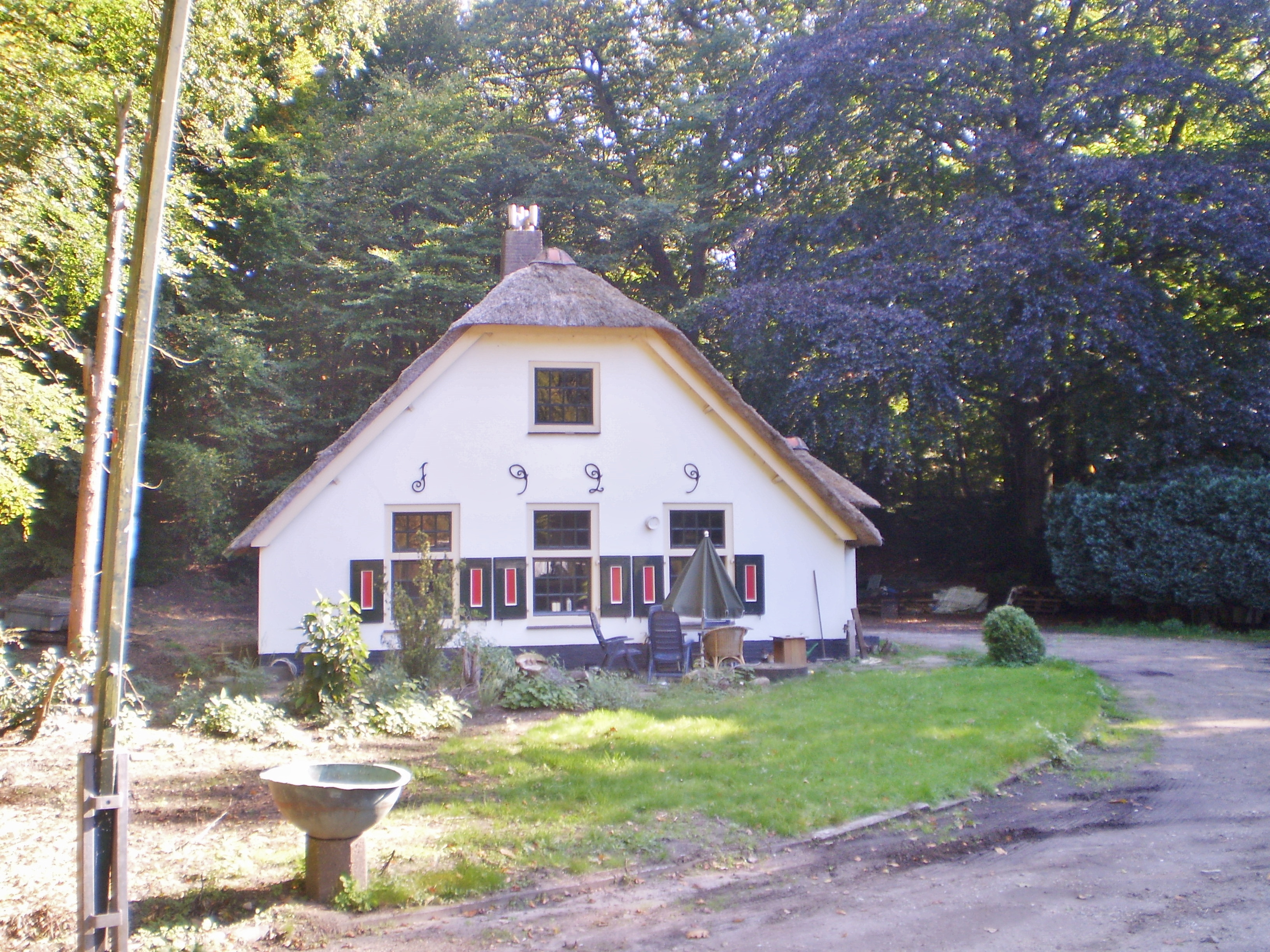
Dienstwoning
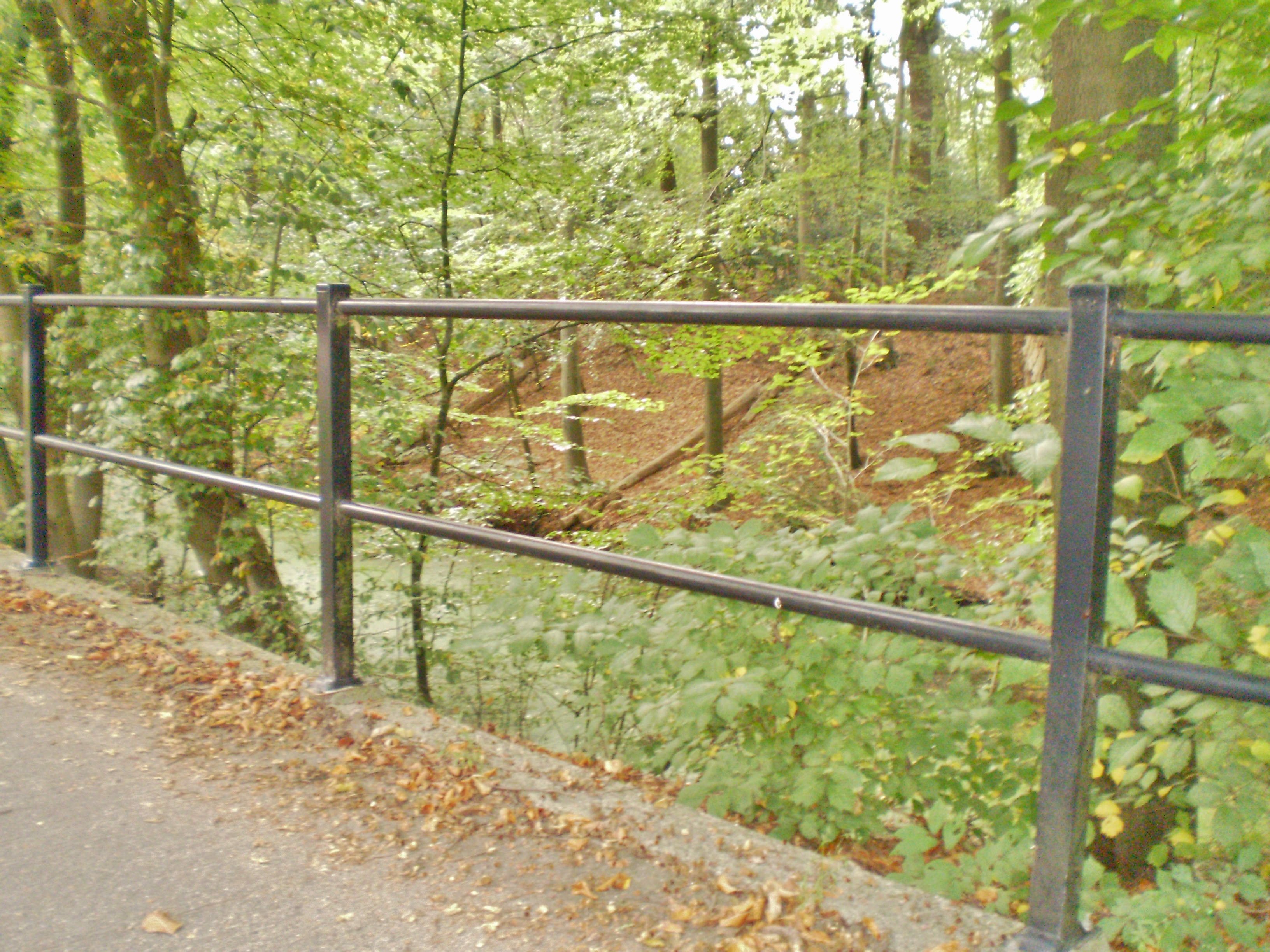
Reigereiland aan de Bollelaan